# جوناثان ريكينا
جوناثان ريكينا (بالإسبانية: Jonathan Requena)‏ هو لاعب كرة قدم أرجنتيني في مركز الوسط، ولد في 11 يونيو 1996 في قرطبة في الأرجنتين. لعب مع أتلتيكو أتلانتا وبانفيلد ونادي فيتوريا.

## وصلات خارجية
- جوناثان ريكينا على موقع قاعدة بيانات كرة القدم.إي يو (الإنجليزية)
- جوناثان ريكينا على موقع Soccerway.com (الإنجليزية)